# Hans-Heinrich Baetge
Hans-Heinrich Baetge (* 17. April 1896 in Groß Ammensleben; † 23. Februar 1990 in Berlin) war ein deutscher Bodenkundler und Hochschullehrer.

## Leben und Werk
Nach dem Schulbesuch studierte er und promovierte 1924 an der Martin-Luther-Universität Halle-Wittenberg zum Dr. rer. nat.  1947 erfolgte seine Ernennung zum außerplanmäßigen Professor an der Humboldt-Universität zu Berlin. Nach der Gründung der Deutschen Demokratischen Republik wechselte er nach West-Berlin. Dort übernahm er 1951 als Professor den Lehrauftrag über Gärtnerische Erdartenkunde und Bodenkunde des Instituts (später Fakultät IV) für Landbau an der Technischen Universität Berlin. 1952 wurde er dort außerordentlicher und 1961 ordentlicher Professor für Bodenkunde am Institut für Bodenkunde in der Fakultät VI für Landbau. Am 30. September 1964 wurde Baetge emeritiert.
Bereits frühzeitig widmete er sich in seinen Forschungen auch Umweltschäden.

## Schriften (Auswahl)
- Verwitterungserscheinungen und Oberflächenformen im Brockenmassiv. 1924.
- (Mitautor): Über bodenkundliche Aufnahmen im Rauchschadengebiet der Unterharzer Hüttenwerke Oker. 1932.
- (Mitautor): Naturstoffuntersuchung an gärtnerischen Erden. In: Bodenkunde 1949, S. 278–284.